# Susana Hidalgo
Susana Magdalena Hidalgo Alfaro (Ovalle, Coquimbo, 22 de agosto de 1986) es una actriz chilena.

## Biografía
Oriunda de la Ciudad de Ovalle, Región de Coquimbo. Realizó sus estudios en el Colegio Amalia Errazuriz en dicha ciudad, cuando descubrió que quería ser actriz, no tenía los medios para estudiar la carrera: uno de ellos era la ausencia de la profesión en la región. Una vez terminados sus estudios de enseñanza media, entró a estudiar Arquitectura en la Universidad de La Serena, carrera de la cual se retiró y se mudó a Santiago, donde comenzó a estudiar Teatro en la Universidad Mayor.
Su debut en televisión fue en 2011 en la telenovela nocturna Infiltradas de Chilevisión. En 2012 es contratada por Televisión Nacional de Chile para participar en la exitosa producción Pobre rico. Al año siguiente, el canal le entregó el papel protagónico de la tercera telenovela chilena en el horario de las 15:15 horas Solamente Julia, compartiendo créditos con Ignacia Baeza y Felipe Braun.
En 2015, participó en la serie Príncipes de barrio donde da vida a Nataly Bravo. Al año siguiente, participó en la teleserie nocturna Preciosas de Canal 13 dándole vida a Lisette Parra, una deslenguada y violenta mujer quien se cree la líder dentro de la cárcel y que le hace la vida imposible a Lorena (Loreto Aravena). 
En 2018 se integra al elenco de la tercera temporada de Soltera otra vez interpretando a Bárbara Donoso. De igual manera, a fines del 2018 forma parte de la telenovela La reina de Franklin, ambas de Canal 13.
A ella se le atribuye una de las imágenes más icónicas de las protestas de 2019 en Chile, donde se ve a un grupo de manifestantes subiendo a la estatua de Manuel Baquedano de la plaza homónima.

## Filmografía
| Año  | Título                   | Papel        |
| ---- | ------------------------ | ------------ |
| 2019 | No quiero ser tu hermano | Claudia      |
| 2019 | Ema                      | Paulina      |
| 2019 | The Imaginary State      | Andrea Hazan |

## Televisión
| Año       | Título                  | Papel               | Notas                       |
| --------- | ----------------------- | ------------------- | --------------------------- |
| 2011      | Infiltradas             | Soledad Zubizarreta | Elenco principal            |
| 2012      | Pobre rico              | Julieta Cotapos     | Elenco principal            |
| 2013      | Solamente Julia         | Julia Sepúlveda     | Protagonista; 150 episodios |
| 2016      | Preciosas               | Lisette Parra       | Protagonista; 94 episodios  |
| 2018      | Soltera otra vez 3      | Bárbara Donoso      | Elenco principal            |
| 2018–2019 | La reina de Franklin    | Diana Poblete       | Elenco principal            |
| 2021      | Verdades ocultas        | Antonia Correa      | ¿? episodios                |
| 2024–2025 | Nuevo amores de mercado | Antonia Altamira    | Elenco principal            |

| Año  | Título                    | Papel                | Notas                      |
| ---- | ------------------------- | -------------------- | -------------------------- |
| 2012 | Vida por vida             | Alejandra Torres     |                            |
| 2013 | Maldito corazón           | Ágatha Larraguibel   |                            |
| 2014 | Los archivos del cardenal | Candelaria Castañeda |                            |
| 2015 | Príncipes de barrio       | Nataly Bravo         | Protagonista; 11 episodios |
| 2018 | Santiago paranormal       | Silvana Díaz         |                            |
| 2020 | Los Carcamales            | Jovanka              | Elenco principal           |
| 2022 | Los Espookys              |                      |                            |
| 2023 | Los mil días de Allende   | Beatriz Allende      | Elenco principal           |

## Teatro
- Por el bien de todos (2010)
- Interior (2011)
- Oratorio de la lluvia negra (2012)
- Enero en París (2012)
- La llamada (2018)
- Las Madonnas (2019)
- El violinista en el tejado (2022)

## Vídeos musicales
| Año  | Título         | Artista            | Dirección     |
| ---- | -------------- | ------------------ | ------------- |
| 2022 | Cumbia Perdida | Adri Stuven & Rulo | Diego Delanoe |